# Michael Hilliard
Michael Leo Hilliard (11 mars 1903 - 3 août 1982) est un homme politique irlandais du Fianna Fáil.

## Biographie
Il est né le 11 mars 1903 à Navan, comté de Meath, cinquième enfant de James Hilliard, agriculteur et marchand de bétail, et de Mary Hilliard (née O'Brien). Il fait ses études au St Finian's College de Mullingar, qu'il quitte en 1920 pour participer à la campagne d'indépendance de l'IRA. Capitaine de compagnie du 4e bataillon, 2e brigade Meath, en 1920, il est impliqué dans l'application du boycott de Belfast et en avril 1921, il est promu officier du renseignement de la brigade. Hillard combat aux côtés de l'IRA anti-traité pendant la guerre civile irlandaise.
Il est arrêté pendant la guerre et entame une grève de la faim pendant 35 jours.
Il reste actif dans l'IRA jusqu'en 1932 environ, date à laquelle il part rejoindre le Fianna Fáil. À partir de 1934, il représente le parti au conseil du district urbain de Navan. Il est élu pour la première fois au Dáil Éireann en tant que député Fianna Fáil pour la circonscription de Meath-Westmeath aux élections générales de 1943. Au cours de sa carrière, il sert dans les gouvernements de Seán Lemass et Jack Lynch. Au cours de son mandat de ministre des Postes et Télégraphes, Hilliard supervise l'introduction d'un service de télévision en Irlande, RTÉ. Il est ministre de la Défense de 1965 à 1969.
Il conserve son siège au Dáil lors de huit autres élections générales, passant à la circonscription de Meath après la révision des circonscriptions pour les élections générales de 1948. Cependant, aux élections générales de 1973, il perd son siège au profit de son collègue du parti Brendan Crinion. Il quitte alors la vie politique.
Alors qu'il est député en 1973, Hilliard est nommé membre du Parlement européen dans le cadre de l'éphémère première délégation irlandaise.
Son fils Colm Hilliard est député Fianna Fáil pour Meath de 1982 à 1997.